# Clayton (Delaware)
Clayton je gradić u američkoj saveznoj državi Delaware. Prema popisu stanovništva iz 2010. u njemu je živjelo 2.918 stanovnika.